# André-Louis Danjon
André-Louis Danjon (Caen, 6 de abril de 1890 — Suresnes, 21 de abril de 1967) foi um astrônomo francês, ganhador da Medalha de Ouro da Royal Astronomical Society do Reino Unido.
Sua contribuição foi a criação de um método para a medição do fenômeno da luz cinérea, que torna aparentemente clara a parte da Lua que está obscurecida por estar sendo iluminada pela luz refletida na superfície da Terra. Seu método utilizava um telescópio e um prisma para obter a projeção de duas imagens idênticas lado a lado. Através da regulagem de um diafragma era possível quantificar o brilho da luz cinérea.
Registrou suas observações e seus estudos levaram a criação de uma escala para medir o brilho da Lua durante a totalidade de um eclipse. A escala foi denominada escala Danjon em sua homenagem. Também é homenageado tendo seu nome dado a uma cratera lunar e a uma rua em Paris.

## Prémios e honrarias
- 1950 - Prémio Jules Janssen[2]
- 1958 - Medalha de Ouro da Royal Astronomical Society[3]
- 1959 - Medalha de Ouro CNRS[4]